# Средства от простуды и кашля
Средства от простуды и кашля (англ. cold and cough medicines) включают в себя препараты и народные средства, используемые для облегчения симптомов простуды, в том числе кашля. При этом эффективных противовирусных средств против простуды не существует, в том числе при простуде бесполезны и лекарственные препараты с интерфероном. А единственный работающий противовирусный препарат, плеконарил, оказался непригоден из-за серьёзных побочных эффектов. Антибиотики при неосложнённой простуде также бесполезны, поскольку она вызывается вирусами, а не бактериями.
В общем случае не существует лекарств, способных вылечить простуду или сократить её длительность, исключением является лишь цинк в виде микроэлемента, анализы исследований которого показывают, что он способен слегка сократить период болезни, однако пока не установлено, является ли он безопасным. Для нескольких вирусов, вызывающих простуду, лекарства существуют, но каждое из них направлено на соответствующий вирус и бесполезно, если неизвестно, какой вирус вызвал болезнь. Доказательная база средств от кашля также является крайне низкой и не соответствует современным стандартам доказательной медицины.
Тем не менее, существует много различных средств для облегчения простуды и кашля, каждое из которых выполняет свою задачу. Для уменьшения заложенности носа используются сосудосуживающие препараты (антиконгестанты), снизить насморк могут помочь антигистаминные препараты, для понижения температуры и уменьшения болевых ощущений применяются нестероидные противовоспалительные препараты и парацетамол, отхаркивающие средства используются для разжижения мокроты, чтобы её было легче откашливать, а противокашлевые средства подавляют кашлевый рефлекс. При этом в разных странах существуют рекомендации не давать такие средства от простуды и кашля, как антигистаминные и антиконгестанты, детям возрастом до 2 или до 6 лет.
В надежде вылечиться или облегчить симптомы больные зачастую используют множество свободно продаваемых препаратов, при этом многие потребители считают, что препараты действительно помогают. Хотя и очевидно, что вылечить простуду невозможно, симптоматическое лечение иногда действительно может помочь слегка облегчить состояние. Однако часто при простуде происходит злоупотребление средствами от неё, а значимый вклад в подобные злоупотребления может вноситься самими врачами, которые, в том числе, иногда прописывают не требуемые для лечения лекарства.
При этом существуют рекомендации с осторожностью давать средства от простуды и кашля детям, поскольку они могут обладать серьёзными побочными эффектами, и есть вероятность передозировки. В частности, детям нельзя давать препараты, содержащие атропин, кодеин и его производные, алкоголь и муколитики. Большинству же детей станет лучше, как только болезнь пройдёт сама собой, а для снижения температуры тела, превышающей или равной 39 °C, если ребёнок при этом испытывает дискомфорт, может использоваться ибупрофен или парацетамол. Для облегчения же насморка у детей можно использовать увлажнитель воздуха и солевые капли в нос.

## Симптоматическое лечение
Симптоматическое лечение направлено на облегчение самочувствия больного, что в общем случае может включать в себя:
- обильное питьё (в том числе подходят фруктовые соки[19])[20];
- отдых[20];
- полоскание горла тёплой солёной водой[20];
- использование увлажнителя воздуха[21] для облегчения заложенности носа и кашля[22], однако увлажнители рассчитаны на использование дистиллированной воды, поскольку в водопроводной воде содержатся вещества, которые при распылении могут попадать глубоко в лёгкие[23];
- использование спреев для горла[20];
- приём средств от кашля[20];
- приём безрецептурных лекарств от боли или против простуды[20].

Быстрое и длящееся некоторое время облегчение при больном горле или кашле может также наступить при употреблении горячих напитков.
Рекомендации для детей ограничены и включают в себя:
- обильное питьё[25];
- облегчение заложенности носа, если возникают трудности с кормлением, для чего могут использоваться капли солевого раствора[25];
- использование парацетамола или ибупрофена для снижения температуры, если она вызывает сильное недомогание, либо для снижения болевых ощущений[25];
- безопасные средства или сиропы, смягчающие раздражённую слизистую[25], куда входят также чай с мёдом и лимоном и глицерин, однако подобные средства нельзя давать грудным детям[26].

Часто лучшей помощью в выздоровлении детей является забота и уход за ними, а также обеспечение отдыха. Использование же лекарств может быть оправданным в случаях, когда ребёнок испытывает сильный дискомфорт либо при возникновении проблем со сном или дыханием. При этом детям, находящимся исключительно на грудном вскармливании, нельзя давать средства от простуды или от кашля.
Иногда применение свободно распространяемых препаратов среди детей может приводить к отравлениям. Так, в США в 1996 году около 6,2 % всех отравлений у детей были вызваны препаратами против простуды и кашля. Управление по санитарному надзору за качеством пищевых продуктов и медикаментов США не рекомендует давать свободно распространяемые средства от простуды и кашля детям до 2 лет, поскольку это часто приводит к угрожающим жизни или смертельным передозировкам. Ввод подобной рекомендации в США сократил количество экстренных вызовов из-за побочных эффектов от лекарств на 50 %.
Несмотря на то, что при простуде обычно рекомендуется обильное питьё, постоянное употребление чистой воды в чрезмерно больших количествах может привести к снижению концентрации в плазме крови ионов натрия, что сулит проблемами от головной боли и тошноты до ступора. Сама же рекомендация основывается на теоретических предпосылках и пока не проверялась в рандомизированных исследованиях. Концентрация ионов натрия также может снижаться и в результате диареи, которая иногда бывает при простуде у маленьких детей. На случай диареи у детей ВОЗ и ЮНИСЕФ рекомендуют назначение раствора пероральной регидратации в сочетании с цинком.

### Нестероидные противовоспалительные препараты и парацетамол
К числу нестероидных противовоспалительных препаратов относятся такие препараты, как ибупрофен, аспирин и напроксен. Нестероидные противовоспалительные препараты и парацетамол помогают снизить жар и болевые ощущения при простуде. При этом исследования показали, что ибупрофен превосходит парацетамол в снижении жара, а среди детей оба препарата одинаково безопасны в применении. Снижение болевых ощущений нестероидными противовоспалительными препаратами включает в себя головную боль, боль в ушах, боли в мышцах и суставах. Однако на раздражение горла при простуде согласно исследованиям такие препараты не оказывают эффекта, причины чего пока не ясны.
Идея применения нестероидных противовоспалительных препаратов при простуде исходит из того, что риновирусы не повреждают эпителий, а значит воспалительные процессы могли бы быть следствием выработки кининов, лейкотриенов или гистамина самим организмом. Препараты могли бы блокировать такие провоспалительные медиаторы, как кинины и простагландины, облегчая респираторные симптомы. Однако анализ существующих исследований не позволяет сделать выводы о каком-либо влиянии на респираторные симптомы. В частности, не предоставлено убедительных доказательств облегчения кашля или заложенности носа.
Важной особенностью аспирина является то, что его нельзя давать детям и подросткам. Исследования показали, что его употребление может приводить к развитию редкого синдрома Рея, что может грозить повреждениями мозга и смертью.

### Антигистаминные препараты и антиконгестанты
Антигистаминные препараты являются популярным средством, применяемым при простуде. Симптомы простуды схожи с симптомами аллергического ринита, который лечится антигистаминными препаратами, но механизмы, вызывающие насморк и заложенность носа при аллергии и при простуде — разные. При этом антигистаминные препараты воздействуют на рецепторы гистамина, делая слизь густой и затрудняя её отток. Однако именно выделение слизи отвечает за очистку слизистых от вируса.
Систематический обзор разных исследований показал, что монотерапия антигистаминными препаратами слегка снижает общую тяжесть симптомов простуды всего лишь на один или два дня, что означает отсутствие эффективности при продолжительном лечении. При этом антигистаминные препараты не оказывают клинически значимого эффекта на непроходимость носа, его заложенность и чихание, а разница между седативными и неседативными отмечается только в побочных эффектах. Также нет доказательств положительного воздействия антигистаминных препаратов на детей, мало того, существуют рекомендации не давать детям антигистаминные препараты. Учёные считают, что, несмотря на полувековую историю изучения и применения антигистаминных средств, их доказательная база по применению при простуде недостаточна.
Анализ различных исследований антиконгестантов показал, что местное или пероральное применение в течение нескольких дней облегчает носовое дыхание и хорошо соотносится с устоявшейся практикой, однако длительное применение — неэффективно. Антиконгестанты имеет смысл использовать, например, если заложенность носа во время простуды мешает спать. При этом отсутствуют исследования применения антиконгестантов среди детей, что не позволяют делать выводы об их клинически значимой эффективности в этом случае.
В отличие от монотерапии лечение антигистаминными совместно с антиконгестантами может приводить к общему ощутимому снижению симптомов, а количество исследований может считаться достаточным для назначения лечения. Из возможных побочных эффектов комбинированной терапии в исследованиях отмечаются сухость носа и бессонница. Доказательств же эффективности при лечении детей возрастом до 5 лет не обнаружено. В частности, Министерство здравоохранения Канады не рекомендует использовать подобные комбинации препаратов у детей данной возрастной группы.
Управление по санитарному надзору за качеством пищевых продуктов и медикаментов США рекомендует не давать детям до 2 лет препараты, содержащие антигистаминные компоненты или антиконгестанты, поскольку возможны серьёзные побочные эффекты, среди которых отмечаются конвульсии, аритмия и смерть. Союз педиатров России также не рекомендует использовать антигистаминные препараты для лечения острых респираторных вирусных инфекций.
Также есть исследования, показывающие, что антигистаминные препараты и антиконгестанты не уменьшают риск развития осложнений в виде отита среднего уха или дисфункции евстахиевой трубы. Вдобавок существует мнение, что использование антигистаминных средств при отсутствии аллергического ринита увеличивает шансы развития синусита, поскольку приводит к затруднению оттока слизи.

### Антихолинергики
Спреи в нос с ипратропия бромидом, относящимся к антихолинергическим средствам, снижают насморк, но не оказывают никакого эффекта на заложенность носа и обладают побочными эффектами, среди которых носовые кровотечения и сухость в носу. Эффективен ипратропия бромид может быть только в первые 4 дня с момента появления симптомов, поскольку именно в этот период слизь вырабатывается железами, на которые действуют антихолинергики, а в последующем вырабатывается преимущественно экссудат плазмы из-за воспалительного процесса.
Из-за наличия серьёзных побочных эффектов антихолинергики не рекомендуются к применению среди детей.

### Средства при кашле
Доказательная база эффективности средств для лечения кашля обычно низкого качества и часто не соответствует современным стандартам доказательной медицины, а предпочтения по тем или иным препаратам имеют географические различия. Так, в Германии популярностью пользуются амброксол и ацетилцистеин, а в Северной Америке принято принимать пероральные антиконгестанты и седативные антигистаминные 1-го поколения, однако оба направления лечения имеют мало доказательств эффективности. Если эффективность амбраксола при симптоматическом лечении доказывает лишь одно рандомизированное исследование, то исследования ацетилцистеина практически отсутствуют, а кокрановский метаанализ хотя и обнаружил статистически значимый эффект среди детей, но указывает на отсутствие клинически значимого. Рекомендации же по антигистаминным препаратам основываются на экспертном мнении, в то время как анализ различных исследований антигистаминных препаратов против кашля показывает отсутствие какого-либо воздействия на кашель, хотя есть основания предполагать, что эффективность возможна.
Согласно канадскому обзору кодеин оказался неэффективен против кашля у детей, однако вызывает множество серьёзных побочных эффектов. У взрослых он также не оказал никакого эффекта на кашель. Исследования гвайфенезина и декстрометорфана показали неясные результаты при лечении кашля из-за низкого качества исследований и различий в результатах.
У детей эффективность противокашлевых средств в общем случае не доказана, а Министерство здравоохранения Канады не рекомендует их применение у детей младше 6 лет. Кашель является естественным способом вывода накапливающейся мокроты, поэтому применение средств подавляющих рефлекс кашля при продуктивном кашле обычно нецелесообразно, поскольку может причинить вред здоровью. Непродуктивный же кашель на практике обычно доставляет больше беспокойств родителям, нежели ребёнку, часто из-за прерывистого сна. Иногда же непродуктивный кашель может быть мучительным или приводить к бессоннице. В подобных случаях имеет смысл облегчение непродуктивного кашля, однако среди детей для этого должны применяться безопасные средства.
По данным кокрановского систематического обзора, нет хороших доказательств в пользу или против безрецептурных средств от кашля.

### Комбинированные препараты
Существует много коммерческих препаратов против простуды и кашля, которые включают в себя одновременно несколько разных активных веществ, не имея, зачастую никакого рационального обоснования их выбору, а дозировки могут быть отличные от необходимых для достижения терапевтического эффекта. Такие препараты могут включать в себя различные ингредиенты: средства, подавляющие кашель, муколитики, пероральные антиконгестанты, антигистаминные и отхаркивающие средства. Примером иррационального подбора может служить сочетание отхаркивающих средств с подавляющими кашель. Существуют рекомендации избегать подобных препаратов.
Тем не менее, существуют препараты, предназначенные для взрослых или подростков, комбинации в которых могут хорошо друг друга дополнять. В таких препаратах ингредиенты должны воздействовать на разные симптомы, а сами компоненты должна быть безопасными в применении, в том числе в сочетании друг с другом. Однако в случае детей подобрать таким образом компоненты невозможно, поэтому комитет по препаратам Американской академии педиатрии не рекомендует использование комбинированных препаратов против кашля или простуды среди детей.

### Народные средства
Несколько исследований показали, что употребление мёда перед сном слегка помогает облегчить кашель у детей старше одного года, однако среди исследований нет единого мнения по поводу побочных эффектов. В одном из рандомизированных исследований мёд при лечении кашля у детей в дозировке 2,5 мл перед сном показал себя лучше, чем декстрометорфан, димедрол и плацебо. В целом же нет достаточно сильных доказательств в пользу эффективности мёда у детей либо против него, а данные по лечению взрослых отсутствуют. При этом мёд нельзя давать детям возрастом до 12-ти месяцев, поскольку он может содержать споры бактерий, способных вызывать детский ботулизм. Для старших детей мёд считается безопасным.
Благодаря выступлениям и книгам Лайнуса Полинга распространено мнение, что в лечении простуды может помочь витамин C, однако метаанализ исследований по его употреблению показал, что он никак не улучшает состояние больных и не влияет на длительность болезни.
Также, исследования показывают противоречивые результаты по орошению носа подсоленной водой у взрослых и закапыванию — у детей, однако по части побочных эффектов отмечается, что в 13 % случаев это может вызывать раздражение слизистой, в 30 % — сухость носа, а у 40 % маленьких детей выявляется непереносимость капель в нос. Однако солёная вода является хорошим средством размягчения засохшей или густой слизи и помогает прочищать забитый нос. Управление по санитарному надзору за качеством пищевых продуктов и медикаментов США также предупреждает, что хотя использования специальных устройств для промывания носовых проходов солевым раствором обычно является безопасным, неправильное использование может приводить к инфекциям, в том числе и с фатальным исходом. При приготовлении раствора должна использоваться дистиллированная, кипячёная или специальным образом очищенная стерильная вода.
Исследования некоторых других средств тоже показывают противоречивые результаты. К таким средствам относятся лечение травами в китайской народной медицине, лечение настойкой эхинацеи и ингаляции тёплым паром. В случае ингаляций также отмечается побочный эффект в виде усиления заложенности носа. Согласно кокрановскому обзору от 2017 года нет каких-либо свидетельств, что ингаляция тёплого увлажнённого воздуха при простуде может оказывать какой-либо вред или пользу, но есть потребность в дополнительных двойных слепых рандомизированных испытания по данному вопросу. А по данным кокрановского обзора 2014 года, препараты эхинацеи неэффективны при лечении простуды.
Среди средств от кашля пользуются большой популярностью травяные сборы, содержащие экстракты листьев плюща (Hedera helix). Систематический обзор исследований применения препаратов плюща при острых инфекциях верхних дыхательных путей обнаружил серьёзные методологические недостатки этих исследований и отсутствие плацебо-контроля в большинстве из них.

## Противовирусные средства
По состоянию на 2009 год не существовало эффективных противовирусных средств против простуды, несмотря на прошествие многих десятков лет с открытия вирусной природы заболевания и наличие большого количества исследований, проведённых с тех пор. Одной из проблем противовирусных средств является то, что простуда вызывается большим количеством известных и неизвестных вирусов, в то время как противовирусные средства обычно направлены против какой-либо ограниченной группы вирусов. Другой общей проблемой является то, что противовирусные средства могут быть эффективны лишь в короткий период времени с момента заражения. Но даже если будут разработаны противовирусные препараты, эффективные против простуды, они могут быстро потерять эффективность из-за постоянно возникающих у вирусов мутаций, в результате которых может происходить адаптация к лекарственным препаратам.

### Цинк в лечебных дозах
Цинк способствует снижению скорости репликации вирусов. Против простуды он начал применяться ещё в 1984 году, когда были проведены первые рандомизированные исследования. Анализ противоречивых исследований, проведённых с тех пор, показывает, что его пероральное употребление слегка уменьшает длительность болезни, а также снижает тяжесть симптомов у взрослых. Согласно кокрановскому обзору от 2013 года эффективная доза для лечения простуды у взрослых должна быть не менее 75 мг в сутки, а лечение должно начинаться в течение 24 часов после появления первых симптомов, однако этот обзор в 2015 году был временно отозван для доработки, поэтому неизвестно, насколько эти данные достоверны. Впоследствии также был обнаружен плагиат из предыдущего отозванного обзора и возможное заимствование выводов, поэтому обзор так и останется отозванным. Цинк может употребляться в виде таблеток, сиропа или леденцов, а в качестве активного вещества может выступать сульфат, глюконат или ацетат цинка. У глюконата цинка отмечаются побочные эффекты в виде изменения вкуса и тошноты, в то время как сульфат цинка переносится удовлетворительно. В отозванном кокрановском обзоре предполагается, что побочные эффекты в бо́льшей степени связаны не с самим цинком, а с веществом, в составе которого он содержится. Также известно, что при высоких дозах цинка или длительном его приёме снижается всасываемость меди и железа, что может привести к соответствующим анемиям, а верхним допустимым пределом потребления в сутки у взрослых считается 40 мг.
Употребление цинка в лечебных целях детьми не показало каких-либо улучшений, что может объясняться возрастной разницей в работе механизмов воспалительных процессов, преобладанием разных вирусов у взрослых и у детей, меньшей возрастной дозировкой цинка у детей и другой формой потребления. Однако точные причины пока не известны.
Интраназальное введение цинка не показало значимой эффективности, но обладает побочными эффектами, среди которых боль и жжение в носу, кроме того, во многих случаях возникала потеря чувствительности к запахам.
Несмотря на возможную эффективность, цинк пока не рекомендуется для лечения, поскольку не было масштабных исследований с большой выборкой, а дозы и форма приёма отличались в разных исследованиях. Всё это не позволяет сделать однозначные выводы о дозировке и безопасности применения, а возможность приёма цинка при простуде рекомендуют согласовывать с лечащим врачом.

### Препараты с интерфероном
Различные эксперименты с применением интерферона альфа-2b во время естественной и индуцированной простуды показали, что в лечении он неэффективен. Одно из исследований применимости назального спрея с рекомбинантным интерфероном альфа-2b показало, что при лечении простуды он не только не эффективен, но также является токсичным и увеличивает шансы на развитие вторичной инфекции.
Хотя интерферон и используется для лечения серьёзных заболеваний, при лечении простуды он не применяется.

## Антибиотики и антисептики
Антибиотики не помогают облегчить состояние больного при простуде, но увеличивают шансы на появление устойчивых к антибиотикам бактерий и могут вызывать побочные эффекты. При этом согласно исследованию ВОЗ, проведённому в разных странах, 64 % опрошенных считают, что простуду можно лечить антибиотиками, а по данным Яндекса в России среди поисковых запросов для лечения простуды в течение нескольких лет в тройку лидеров среди самых популярных препаратов входил антибиотик Амоксиклав. Однако антибиотики на вирусы не действуют. При этом антибиотики часто ошибочно назначают при простуде из-за сомнений врачей при диагностировании осложнений и давления пациентов на врачей в надежде, чтобы те предприняли хоть какое-то лечение.
Тем не менее, антибиотики действительно могут облегчить состояние после 5-ти дней болезни, если бактериальный посев в носоглотке выявил наличие гемофильной палочки (лат. Haemophilus influenzae), моракселлы катаралис (лат. Moraxella catarrhalis), или пневмококка (лат. Streptococcus pneumoniae), но лечение антибиотиками должно проводиться с большой осторожностью и только в тех случаях, когда это действительно требуется, чтобы сохранить их эффективность и в дальнейшем.
Также антибиотики не помогают предотвратить ни осложнения, ни пневмонию, а применение антибактериальных и антисептических средств при простуде не имеет под собой патогенетического обоснования.

### Дополнительные ссылки
- List of Affected Cough and Cold Medicines for use in Children : [англ.]. — Medsafe, New Zealand Medicines and Medical Devices Safety Authority, 2013, 29 May. — (Список препаратов от простуды и кашля, разрешённых в Новой Зеландии, с делением по возрастным категориям). — Дата обращения: 4 января 2020.